# 알티 레인지

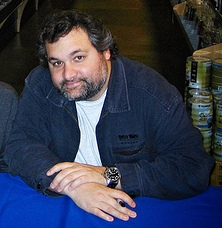

아티 랭(Artie Lange, 1967년 10월 11일 ~ )는 미국의 각본가, 배우, 작가, 팟캐스터, 라디오 DJ, 영화 제작자이다.
리빙스턴에서 태어났다.

## 출연 작품

### 영화
- 못말리는 해결사 (1998, Dirty Work)
- 로스트 & 파운드 (1999)
- 청혼 (1999) - 마코 역
- Puppet (1999)
- 4층 (1999)
- 나는 네가 지난 13일 금요일 밤에 한 일을 알고 있다 (2000)
- 보트 트립 (2002)
- 엘프 (2003)
- 올드 스쿨 (2003)
- 사랑해도 참을 수 없는 101가지 (2004, Perfect Opposites)
- Waltzing Anna (2006)
- 비어 리그 (2006, Artie Lange's Beer League)
- Adventures of Serial Buddies (2013) - 골든 그레이엄 역

### 텔레비전
- 레스큐 미 (2006-07)
- 지미 키멀 라이브! (2006-13) - 본인
- 크래싱 (2017-19, Crashing)